# Jefe de la Mancomunidad de Naciones
El jefe de la Mancomunidad de Naciones (en inglés: Head of the Commonwealth) es el líder ceremonial que simboliza «la libre asociación de naciones miembros independientes» de la Mancomunidad de Naciones, una organización intergubernamental que actualmente comprende 56 Estados soberanos. No hay un mandato establecido ni un límite de mandato y la función en sí no implica participar en el gobierno diario de ninguno de los Estados miembros de la Mancomunidad. El cargo lo ocupa actualmente el rey Carlos III.
En 1949, la Mancomunidad británica era un grupo de ocho países, cada uno de los cuales tenía al rey Jorge VI como monarca. India, sin embargo, deseaba convertirse en una república, pero sin abandonar la Mancomunidad de Naciones al hacerlo. Esto fue acomodado por la creación del título de jefe de la Mancomunidad de Naciones para el rey y la India se convirtió en república en 1950. Posteriormente, otras naciones, incluidas Pakistán, Sri Lanka, Ghana y Singapur, también se convirtieron en repúblicas, pero, como miembros de la Mancomunidad, reconocieron al monarca británico como jefe de la Mancomunidad de Naciones.

## Historia

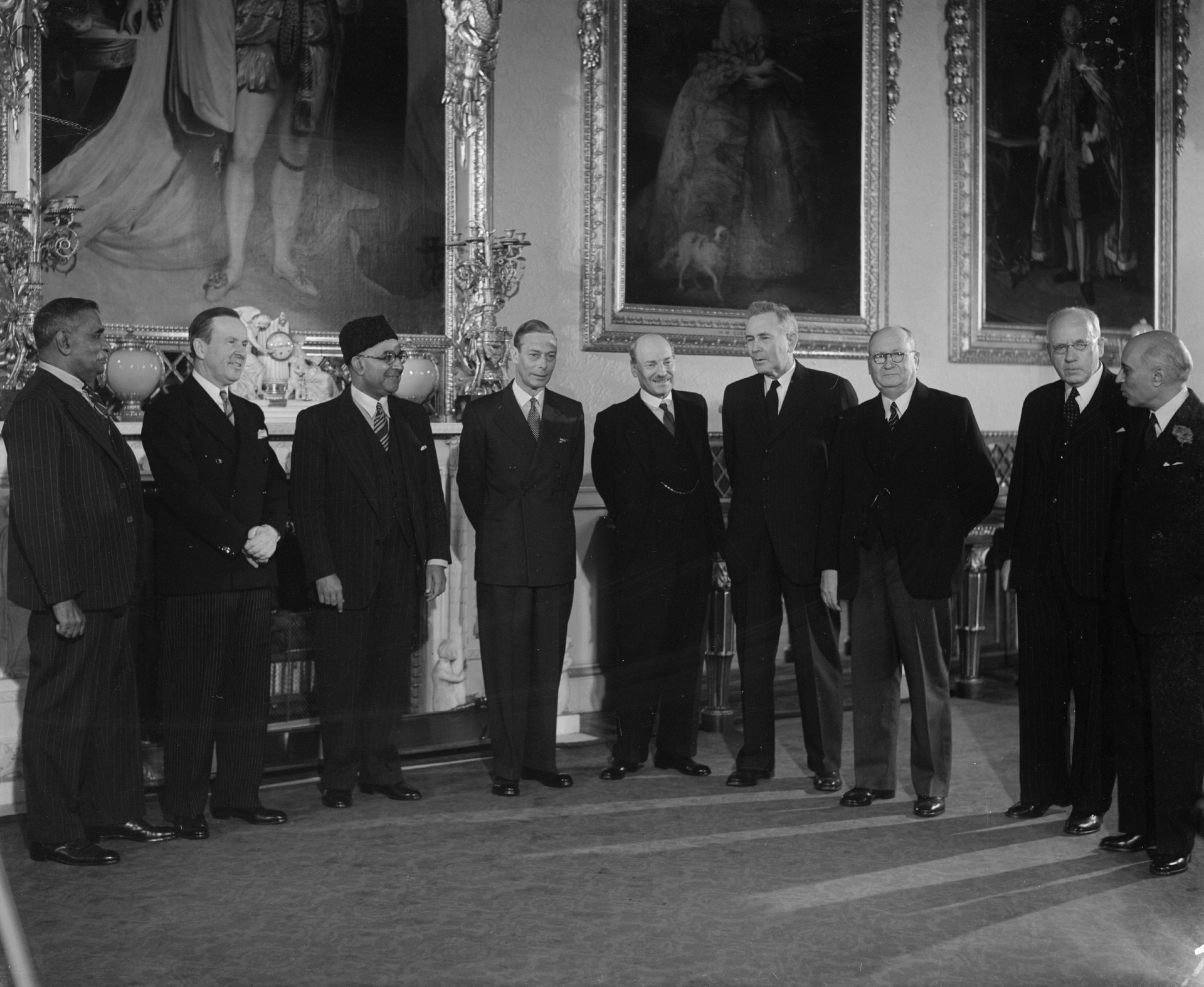
Los primeros ministros de la Mancomunidad de Naciones junto al rey en el Palacio de Buckingham durante la Conferencia de Primeros Ministros de la Mancomunidad de Naciones, 1949

En 1949, el rey Jorge VI era rey de cada uno de los países que entonces componían la Mancomunidad británica (más tarde la Mancomunidad de Naciones): el Reino Unido, Canadá, Australia, Nueva Zelanda, Sudáfrica, India, Pakistán y Ceilán. Sin embargo, el Gabinete indio deseaba que el país se convirtiera en una república, pero no que abandonara la Mancomunidad como consecuencia de no tener más a Jorge VI como rey, como le sucedió a Irlanda. Para dar cabida a esto, la Declaración de Londres, emitida a fines de abril de 1949, e ideada por el primer ministro canadiense Louis St. Laurent, declaró que el rey, como símbolo de la libre asociación de los países de la Mancomunidad, era el jefe de la Mancomunidad de Naciones. Cuando India adoptó una constitución republicana el 26 de enero de 1950, Jorge VI dejó de ser su monarca (el presidente de India, Rajendra Prasad, pasó a ser jefe de Estado), pero sí mantuvo la consideración de jefe de la Mancomunidad de Naciones.
Isabel II se convirtió en jefa de la Mancomunidad de Naciones en su ascenso en 1952, declarando en ese momento, "la Mancomunidad  no se parece a los imperios del pasado. Era una concepción totalmente nueva construida sobre las más altas cualidades del espíritu del hombre: la amistad, la lealtad y el deseo de libertad y paz.” Al año siguiente, se aprobó una Ley de Títulos y Tratamientos Reales en cada uno de los reinos de la Mancomunidad, agregando por primera vez el término jefe de la Mancomunidad de Naciones a los títulos del monarca.
La Reina tenía una bandera personal creada en diciembre de 1960 para simbolizarla como jefa de la Mancomunidad de Naciones y no asociada con su papel como reina de ningún país en particular. Con el tiempo, la bandera había reemplazado al estandarte real británico cuando la reina visitaba países de la Mancomunidad de Naciones de los que es jefa de Estado, pero no poseían un estandarte real para ese país, o de los que no era jefa de Estado, como así ocurría en ocasiones en la Mancomunidad de Naciones con el Reino Unido. Cuando la Reina visitaba la sede de la Secretaría de la Mancomunidad de Naciones en Londres, se levantaba este estandarte personal, ningún otro de sus estandartes reales.
El ex primer ministro de Canadá, Brian Mulroney, dijo que Isabel era una "fuerza entre bastidores" para acabar con el apartheid en Sudáfrica. 
Después de la muerte de la reina el 8 de septiembre de 2022, el rey Carlos III se convirtió en jefe de la Mancomunidad de Naciones.

## Título
El título fue ideado en la Declaración de Londres como resultado de las discusiones en la Conferencia de Primeros Ministros de la Mancomunidad de Naciones de 1949. Se traduce en latín como Consortionis Populorum Princeps, y en francés como Chef du Commonwealth.

## Roles y deberes
El jefe de la Mancomunidad de Naciones es reconocido por los miembros de la Mancomunidad como el "símbolo de su libre asociación" y se desempeña como líder, junto con el secretario general de la Mancomunidad de Naciones y el presidente en ejercicio de la Mancomunidad. Aunque la reina Isabel II fue jefa de Estado de 15 Estados miembros de la Mancomunidad de Naciones, no tuvo ningún papel en el gobierno de ningún Estado de la Mancomunidad en virtud de su papel como jefa de la Mancomunidad de Naciones. La reina se mantuvo en contacto con los desarrollos de la Mancomunidad a través del contacto regular con el secretario general de la Mancomunidad de Naciones y la Secretaría, la organización central de la Mancomunidad.
El jefe de la Mancomunidad de Naciones o un representante asiste a la reunión bienal de gefes de Gobierno de la Mancomunidad de Naciones (CHOGM), que se lleva a cabo en diferentes lugares de la organización. Esta es una tradición iniciada por el monarca por consejo del primer ministro canadiense Pierre Trudeau en 1973, cuando la CHOGM se celebró por primera vez en Canadá. Durante la cumbre, el jefe de la Mancomunidad de Naciones tiene una serie de reuniones privadas con los jefes de Gobierno de los países de la Mancomunidad, asiste a una recepción y cena de la CHOGM y pronuncia un discurso general.
El jefe de la Mancomunidad de Naciones o un representante también ha estado presente en los Juegos de la Mancomunidad cuatrienales. El relevo del bastón de la reina, realizado antes del comienzo de los eventos deportivos, llevó un mensaje del jefe de la Mancomunidad a todas las naciones y territorios de la organización.

Cada año, en el Día de la Mancomunidad de Naciones, el segundo lunes de marzo, la reina Isabel II transmite un mensaje especial a todos los pueblos de la Mancomunidad, unos 2500 millones de personas. Ese mismo día, asistió al Servicio Interconfesional del Día de la Mancomunidad de Naciones celebrado en la Abadía de Westminster.

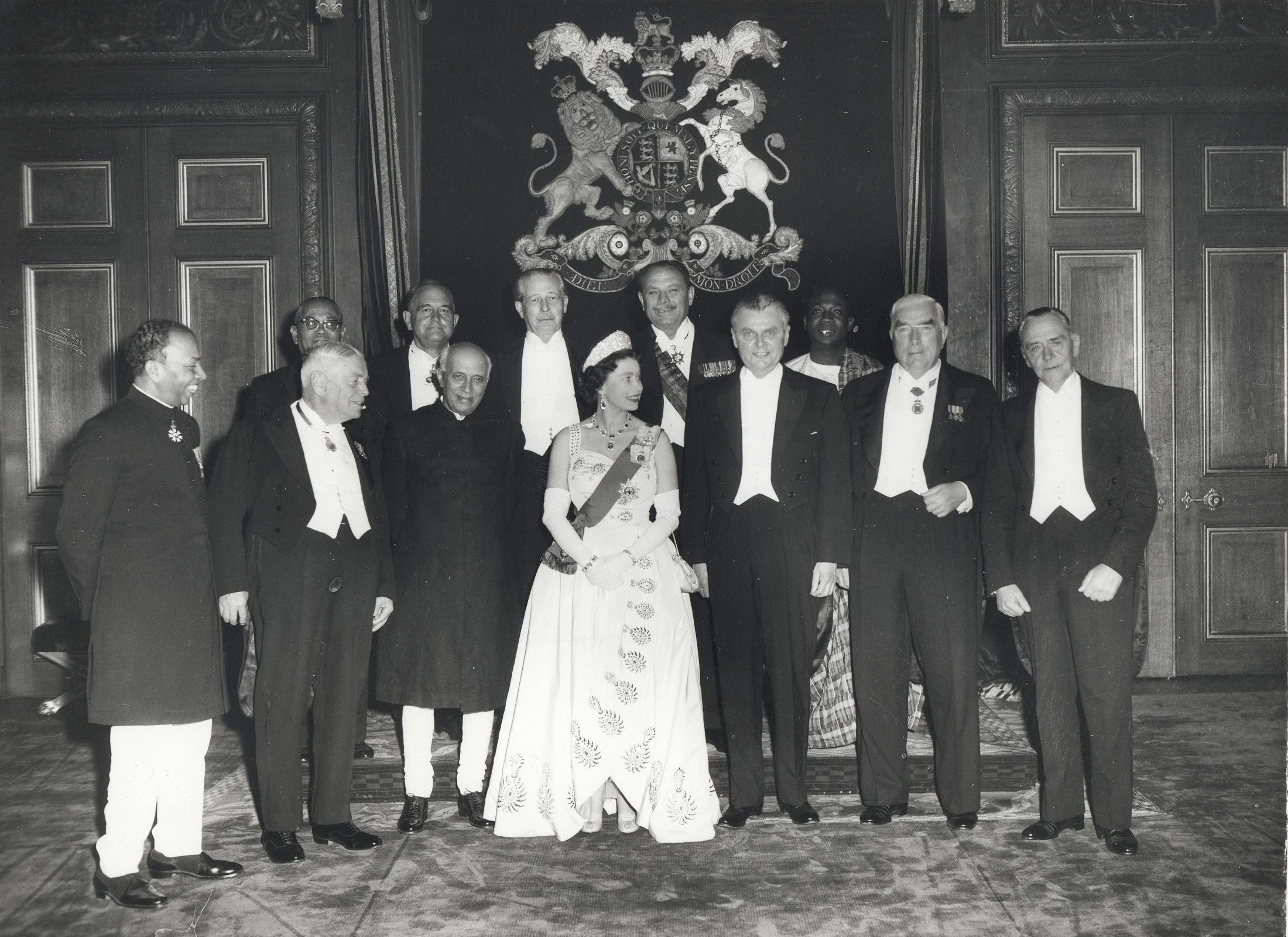
La reina Isabel II y los primeros ministros de la Mancomunidad de Naciones en el castillo de Windsor, 1960
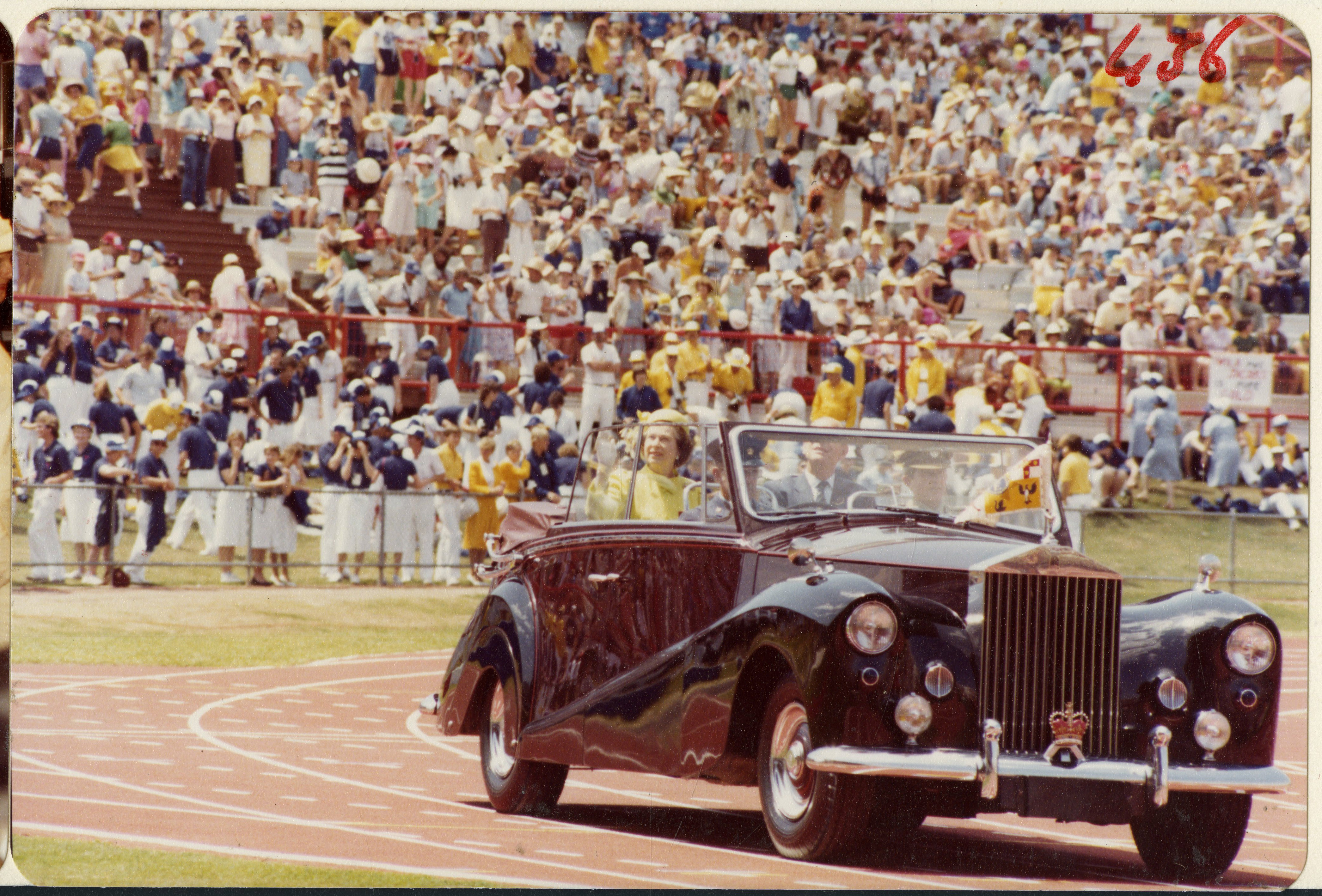
Isabel II en la ceremonia de clausura de los Juegos de la Mancomunidad de Brisbane, 1982
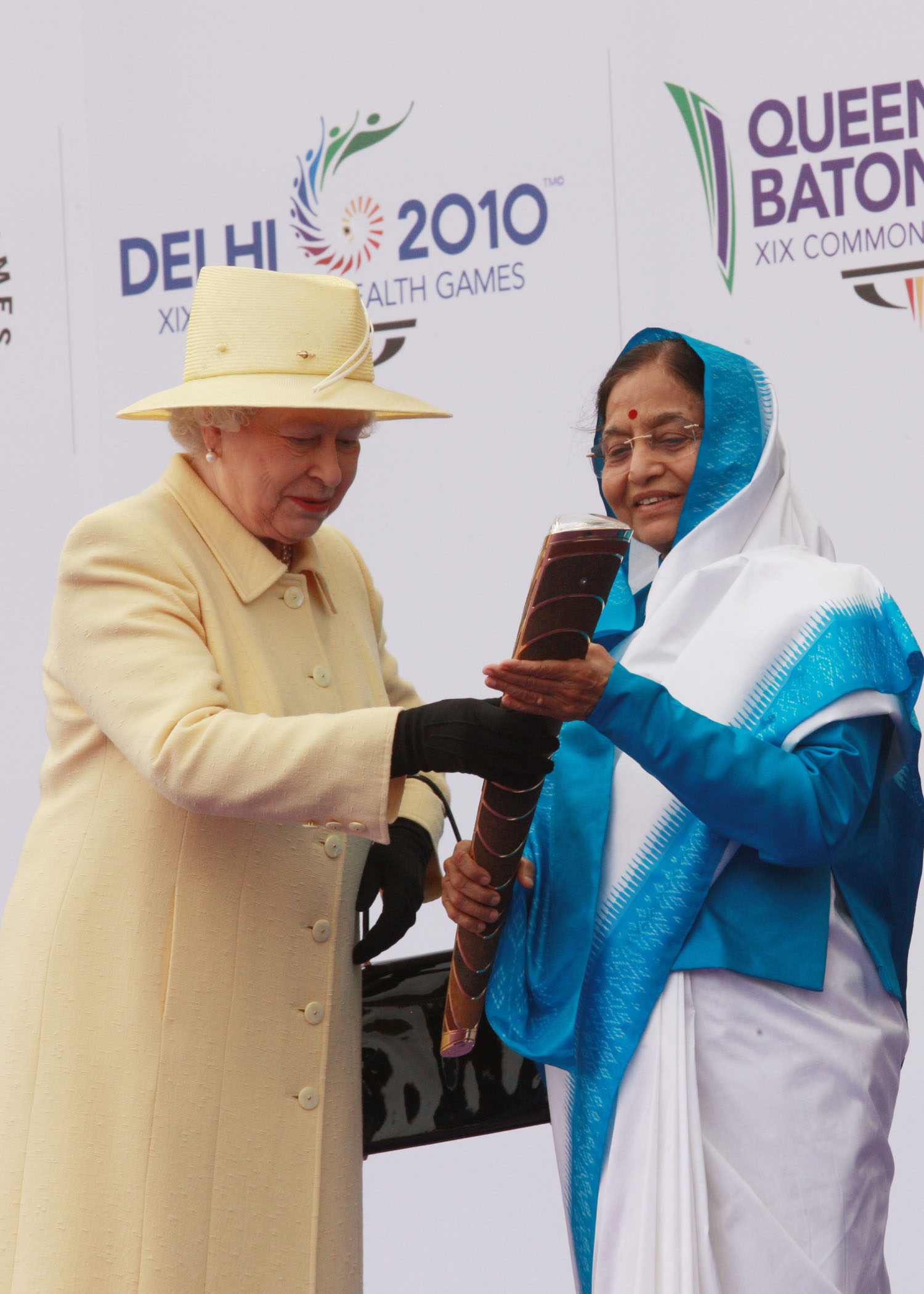
Isabel II pasando el relevo a la presidenta Patil de la India durante el relevo de los Juegos de la Mancomunidad de Delhi, 2009
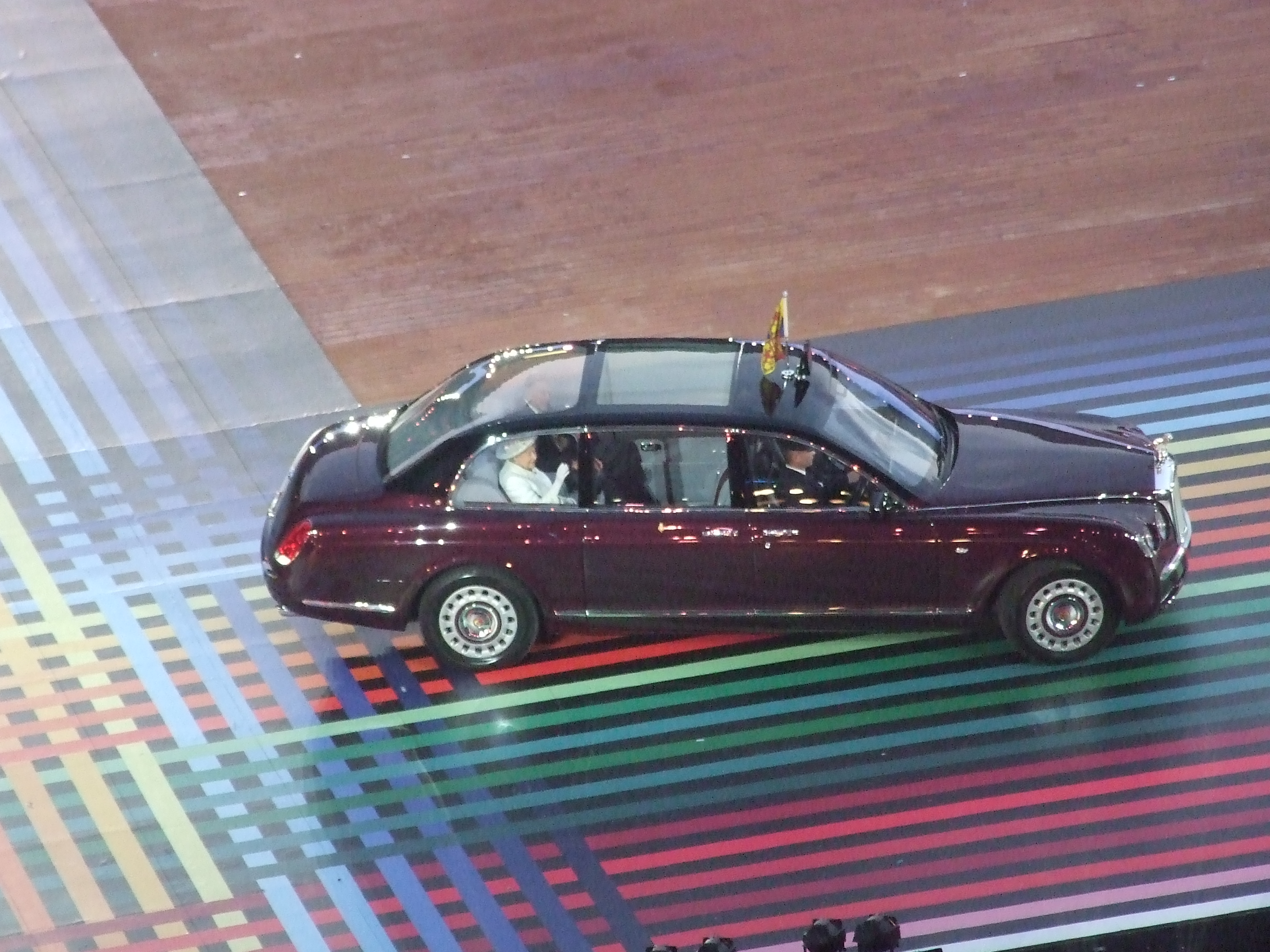
Isabel II llegando a la ceremonia de apertura de los Juegos de la Mancomunidad en Glasgow, 2014

## Sucesión

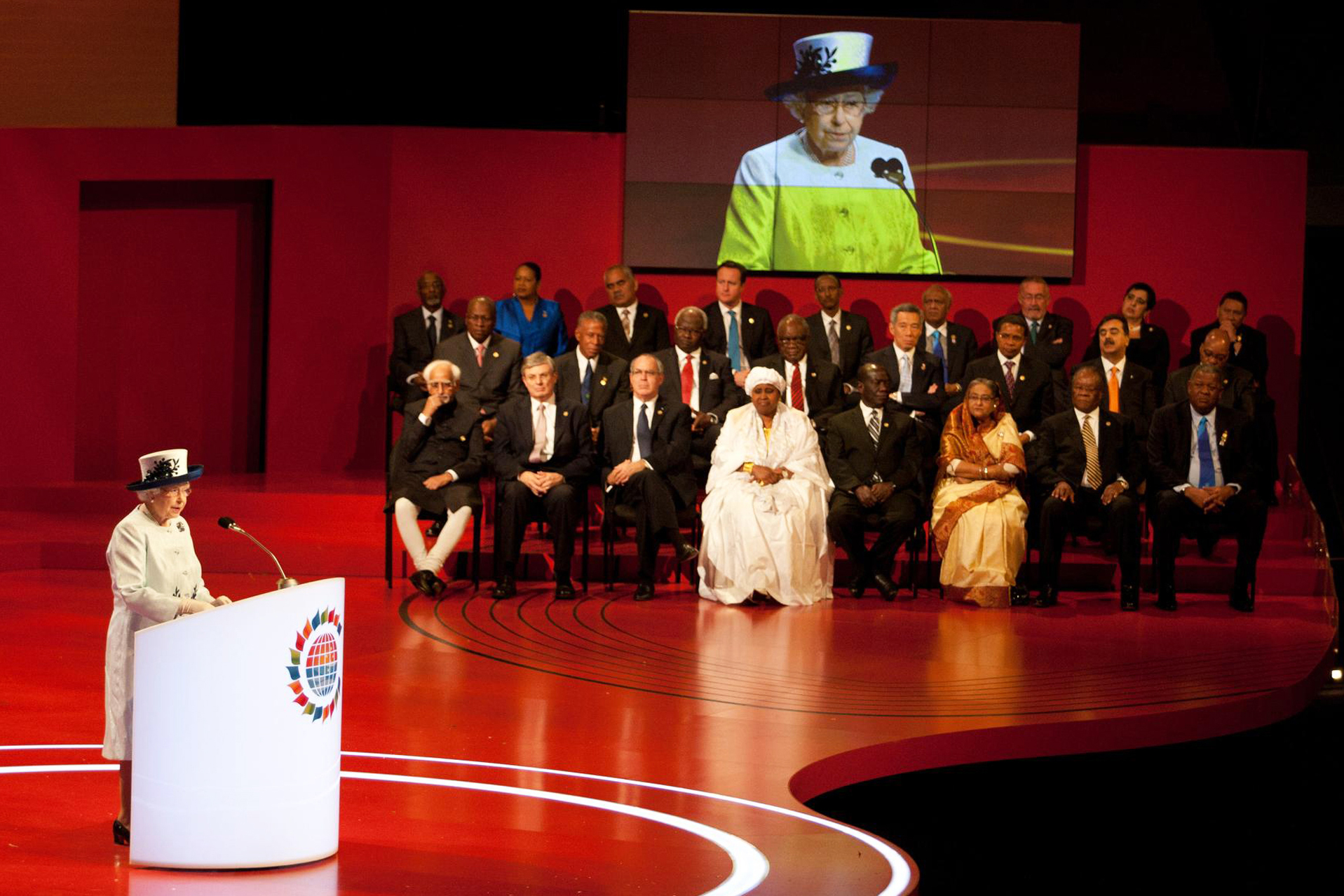
El jefe de la Mancomunidad pronuncia el discurso inaugural en el CHOGM 2011 en Perth, Australia

El cargo de jefe de la Mancomunidad de Naciones no es hereditario y los sucesores son elegidos por los líderes de la Mancomunidad.
En 2018, cuando la Reina tenía 90 años, hubo discusiones durante algún tiempo sobre si su hijo mayor, el entonces Príncipe Carlos, u otra persona, debería convertirse en el tercer jefe de la Mancomunidad. La Declaración de Londres establece que "El rey [actúa] como el símbolo de la libre asociación de sus naciones miembros independientes y, como tal, el jefe de la Mancomunidad de Naciones", por lo que tanto las repúblicas como los reinos que no son reinos de la Mancomunidad pueden reconocer al monarca como jefe de la Mancomunidad de Naciones sin aceptar a la persona como jefe de Estado del país. Aunque las leyes de cada reino de la Mancomunidad sobre títulos y tratamientos reales hacían que Head of the Commonwealth fuera parte del título completo de la Reina,[cita requerida] y la reina Isabel II declaró en 1958, a través de la carta patente instituyendo al entonces príncipe Carlos como príncipe de Gales, que Carlos y sus herederos y sucesores serían los futuros jefes de la Mancomunidad de Naciones, ha habido declaraciones contradictorias sobre cómo se eligen los sucesores del cargo de jefe de la Mancomunidad de Naciones. Si bien la Secretaría de la Mancomunidad de Naciones afirma que cualquier sucesor será elegido colectivamente por los jefes de Gobierno de la Mancomunidad, los jefes de Gobierno de la Mancomunidad, como el entonces primer ministro de Canadá, Stephen Harper, ya se habían referido al príncipe Carlos como "el futuro jefe de la Mancomunidad de Naciones", y en 2015 el entonces primer ministro de Nueva Zelanda, John Key, dijo, "el título [de jefe de la Mancomunidad de Naciones] debería ir con la Corona".
Comentaristas en los periódicos británicos discutieron si debería ser una decisión única elegir al Príncipe Carlos para la jefatura, si el monarca británico debería convertirse automáticamente en el jefe de la Mancomunidad de Naciones o si el cargo debería ser elegido por consenso. También se especuló que podría instituirse una jefatura "republicana" ceremonial rotativa. El Daily Telegraph informó que "el puesto no es hereditario y muchos líderes quieren un jefe electo para que la organización sea más democrática".
En 2018, luego de la Reunión de Jefes de Gobierno de la Mancomunidad de Naciones de 2018, los líderes de la Mancomunidad declararon que Carlos sería el próximo jefe de la Mancomunidad de Naciones. El papel sigue sin ser hereditario. Tras la muerte de la reina el 8 de septiembre de 2022, el Rey Carlos III se convirtió en jefe de la Mancomunidad de Naciones.

## Lista de jefes
| N.º | Retrato | Nombre     | Nacimiento              | Fecha de inicio         | Duración          | Fallecimiento           |
| --- | ------- | ---------- | ----------------------- | ----------------------- | ----------------- | ----------------------- |
| 1   |         | Jorge VI   | 14 de diciembre de 1895 | 26/28 de abril de 1949  | 2 años, 284 días  | 6 de febrero de 1952    |
| 2   |         | Isabel II  | 21 de abril de 1926     | 6 de febrero de 1952    | 70 años, 214 días | 8 de septiembre de 2022 |
| 3   |         | Carlos III | 14 de noviembre de 1948 | 8 de septiembre de 2022 | En curso          | En curso                |